# Richard I van Engeland
Richard I Leeuwenhart (Engels en Frans: Richard Cœur de Lion, Engels ook wel: Lionhearted, Occitaans: Ricard Còr de Leon) (Oxford, 8 september 1157 – Châlus bij Limoges (Frankrijk), 6 april 1199) was koning van Engeland van 1189 tot 1199 en nam als kruisvaarder deel aan de Derde Kruistocht. Hij was de derde zoon van Hendrik II en Eleonora van Aquitanië.

## Strijd met vader en broers
Richard werd geboren als derde zoon en groeide tot zijn achtste op aan het Engelse hof in Oxford. Daarna verhuisde hij met zijn moeder naar Aquitanië waar hij werd opgevoed in het Frans, het Occitaans en het Latijn. Omdat de Normandische traditie de primogenituur (waarbij de oudste zoon de hele erfenis krijgt) niet kende, werd Richard in 1172 hertog van Aquitanië en in 1189 hertog van Normandië. Tussen hem en zijn broers was enige strijd, en ook kwamen zij herhaaldelijk in opstand tegen hun vader. Tijdens deze strijd kwamen de baronnen van Aquitanië in opstand, maar ze werden verslagen door Richard, die hiermee zijn bijnaam "Leeuwenhart" verwierf.
Toen Richard na de dood van zijn oudere broer Hendrik de Jongere in 1183 werd benoemd tot troonopvolger bond hij opnieuw de strijd aan met zijn vader, omdat hij zijn moeders Aquitanië moest afstaan aan zijn jongere broer Jan toen hij kroonprins was geworden. Hij wist daarbij de steun te verwerven van koning Filips II van Frankrijk. Na een lange strijd wisten ze samen Hendrik te verslaan, die kort daarna stierf. Richard erfde Engeland en werd er gekroond tot koning. Hij verwierf ook de Franse staten, behalve Bretagne. Na een conflict tussen Richard en Filips sloten zij een verdrag en begonnen aan de voorbereiding van de geldverslindende Derde Kruistocht.

## Derde Kruistocht
Tijdens de kruistocht waren er veelvuldig twisten tussen Richard en Filips. Richard verbrak de verloving met de halfzuster van de Franse koning. Toen Filips naar Akko vertrok, verloofde Richard zich met Berengaria van Navarra. Hij trouwde met haar na de verovering van Cyprus in 1191. Zij kregen geen kinderen; wel is bekend dat Richard een buitenechtelijke zoon had.
Na het huwelijk vertrok ook Richard naar Akko en speelde een grote rol bij de verovering van de stad. Hij wierp het vaandel van hertog Leopold V van Oostenrijk, dat naast zijn wapen wapperde op het dak van het veroverde paleis, in de gracht. Dat werd hem door Leopold zwaar aangerekend. Richard eiste van Saladin een verdrag, maar toen die daar niet op inging, liet Richard ongeveer 3000 gevangengenomen islamitische mannen, vrouwen en kinderen buiten de stadsmuren afslachten, als vergelding voor de massamoord op de Tempeliers en Hospitaalridders in 1187. Filips keerde terug naar Frankrijk, maar Richard ging door met de strijd en behaalde een overwinning op Saladin.

## Gijzelaar
Inmiddels was er een complot op gang gezet door Filips en Richards broer Jan zonder Land. Toen Richard hiervan hoorde sloot hij een verdrag met Saladin en keerde terug. Op de terugreis naar Europa werd hij in het dorpje Erdberg bij Wenen gevangengenomen door Leopold V van Oostenrijk. Die droeg zijn gevangene over aan zijn leenheer de Rooms-keizer Hendrik VI. 
Richard zat achtereenvolgens vast in de burcht van Dürnstein, paleis in Spiers, vesting van Trifels en in Hagenau. Het ging hierbij voornamelijk om het verkrijgen van losgeld, 150.000 mark zilver. Zijn moeder Eleonore nam het werk ter hand om het bedrag bij elkaar te krijgen. Na betaling van twee derde hiervan werd hij 4 februari 1194 te Mainz vrijgelaten. Het resterende bedrag kon later worden betaald. Ook werden er 200 gijzelaars geleverd uit de aanzienlijkste families van Normandië en Engeland.

## Koning
Richard werd bij zijn terugkeer in Engeland enthousiast ontvangen en wist zijn broer Jan te onderwerpen. Hij bezette de burcht van Nottingham, waar de kern van de aanhangers van de verraderlijke Jan zonder Land zich had verschanst. Daarna riep hij 30 maart de Grote Raad bijeen in het voormalige hoofdkwartier van Jans oppositiepartij. Na de zitting reisde hij 2 april samen met zijn moeder naar het Clipston Paleis aan de rand van het Woud van Sherwood, waar hij naar hartenlust kon jagen. Volgens een ballade, gebaseerd op een Oud-Engelse sage, zou Richard er de bekende held Robin Hood hebben ontmoet. De koning werd voor de tweede maal gekroond, in de kathedraal van Winchester en droeg daarbij een derde luipaard in zijn familiewapen, tot op heden het blazoen van de koninklijke standaard van Groot-Brittannië.
Richard stond bekend als een vechtjas, een hard en moedig man, maar ook met culturele interesse en humor. Het is door deze eigenschappen dat hij de bijnaam Leeuwenhart kreeg. Hij kreeg die doordat hij in de strijd tegen Saladin zelf volop meevocht. Door zijn avontuurlijke aanleg en oorlogszuchtige instelling bracht hij Engeland aan de rand van de financiële afgrond, vooral door de financiering van de derde kruistocht en het offer dat iedereen bracht om hem uit handen van de Duitse keizer vrij te kopen.
Richard was van de tien jaar van zijn koningschap in totaal niet meer dan tien maanden in Engeland. Tot 1198 voerde hij verder oorlog tegen Frankrijk. Op de hoge rots Les Andelys bouwde hij Chateau Gaillard, wat zijn meest geliefde residentie werd. Toen de Rooms-keizer Hendrik VI in september 1197 stierf vond men Richard de juiste man voor het keizerschap van het Heilige Roomse Rijk, maar hij wees het aanbod af. Wel schoof hij zijn neef Otto van Brunswijk naar voren.

## Overlijden

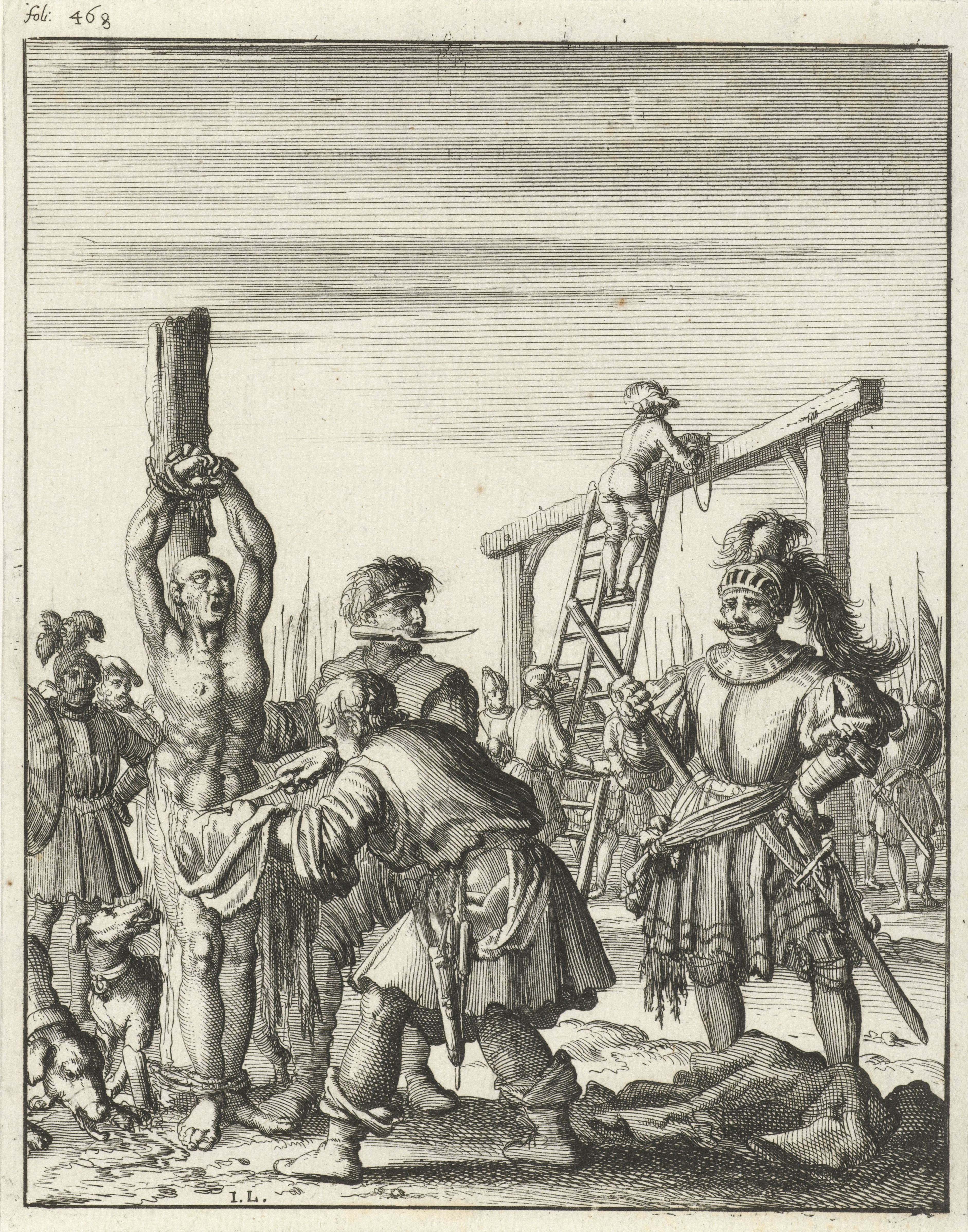
Bertrand de Gourdon, door wiens schot Richard Leeuwenhart dodelijk gewond raakte, wordt levend gevild (Historie der kruisvaarders, tot de verlossing van 't heilig land door Louis Maimbourg, uitgegeven bij Timotheus ten Hoorn

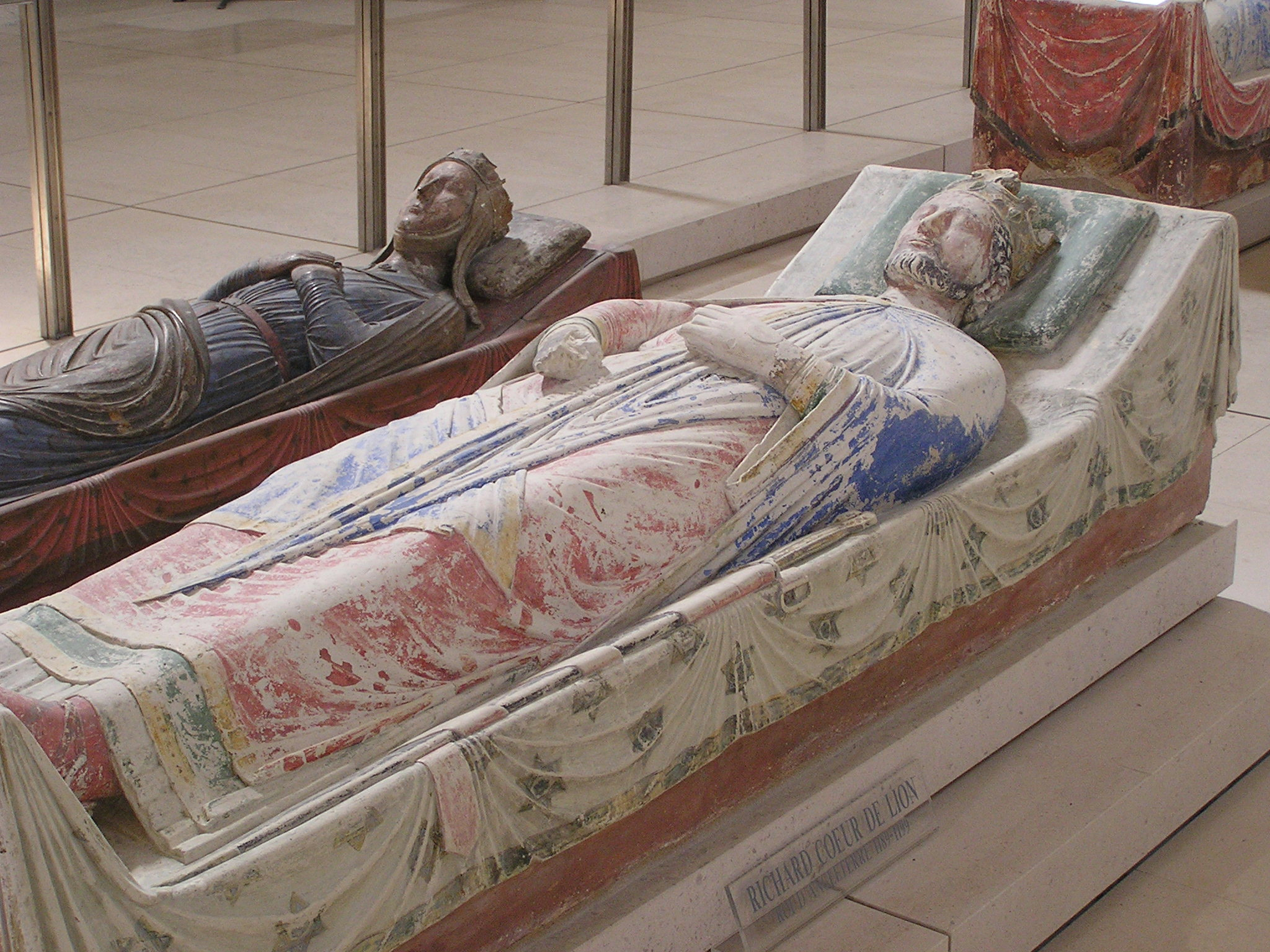
Tombe van Richard Leeuwenhart in Fontevraud

Tijdens het beleg van het kasteel Châlus-Chabrol in Limousin werd hij op 25 maart 1199 door een pijl in zijn linkerschouder getroffen en kreeg hij een infectie met de dood tot gevolg. Archad, de heer van Châlus, had een pot met Romeinse munten in handen gekregen, die in het dorp was opgegraven. Om zijn financiële positie te verbeteren deed Richard een beroep op zijn 'leenhoogheid', maar had hij met kapitein Mercadier tot een beleg van de burcht moeten overgaan. Tijdens een inspectieronde rondom het belegerde slot, slechts met helm en schild uitgerust, werd hij door de pijl met weerhaken geraakt. De wond groter makend, wist Mercadier uiteindelijk de pijlpunt te verwijderen. De schutter (mogelijk Bertrand de Gourdon) gaf als reden voor zijn daad te kennen dat Richard zijn vader en twee broers eigenhandig had afgemaakt. Richard vergaf hem, stelde de jongen in vrijheid en gaf 100 Engelse shillings als geschenk, maar buiten Richards tent pakte Mercadier de jongen op, liet hem levend villen en daarna opknopen. Zalf en geneeskrachtige lotions konden niet voorkomen dat de wond onder het verband ging rotten en er bloedvergiftiging en koudvuur optrad. Zijn moeder Eleonore zag hem op zijn sterfdag, 6 april 1199 en wist te bewerkstelligen dat zijn jongere broer Jan zonder Land en niet zijn neef Arthur van Bretagne als erfgenaam werd aangewezen. Hij werd dan ook opgevolgd door Jan zonder Land.
Richards hersenen en ingewanden zijn begraven in de Abdij van Charroux in Poitou, zijn hart in de kathedraal van Rouen in Normandië en de rest van zijn lichaam is vijf dagen na zijn overlijden bijgezet, aan de voeten van zijn vader, in de Abdij van Fontevraud in Anjou.

## Troubadour
Richard stond ook bekend als een troubadour die zijn liederen schreef in het Occitaans, zijn moedertaal. Hoewel hij koning van Engeland was, sprak hij zelf geen Engels, maar Occitaans en Frans.

## Kwartierstaat (voorouders)
| Fulco V van Anjou (ca. 1092-1143) | Fulco V van Anjou (ca. 1092-1143) | Fulco V van Anjou (ca. 1092-1143) | Fulco V van Anjou (ca. 1092-1143) | Fulco V van Anjou (ca. 1092-1143) | Fulco V van Anjou (ca. 1092-1143) | Ermengarde van Maine (ca. 1096-1126) | Ermengarde van Maine (ca. 1096-1126) | Ermengarde van Maine (ca. 1096-1126) | Ermengarde van Maine (ca. 1096-1126) | Ermengarde van Maine (ca. 1096-1126) | Ermengarde van Maine (ca. 1096-1126) |                                     |                                     | Hendrik I van Engeland (ca. 1068-1135) | Hendrik I van Engeland (ca. 1068-1135) | Hendrik I van Engeland (ca. 1068-1135) | Hendrik I van Engeland (ca. 1068-1135) | Hendrik I van Engeland (ca. 1068-1135) | Hendrik I van Engeland (ca. 1068-1135) | Mathilde van Schotland (ca. 1079-1118) | Mathilde van Schotland (ca. 1079-1118) | Mathilde van Schotland (ca. 1079-1118) | Mathilde van Schotland (ca. 1079-1118) | Mathilde van Schotland (ca. 1079-1118) | Mathilde van Schotland (ca. 1079-1118) |                                      |                                      | Willem IX van Aquitanië (1071-1126)  | Willem IX van Aquitanië (1071-1126)  | Willem IX van Aquitanië (1071-1126) | Willem IX van Aquitanië (1071-1126) | Willem IX van Aquitanië (1071-1126) | Willem IX van Aquitanië (1071-1126) | Filippa van Toulouse (ca. 1073-1118) | Filippa van Toulouse (ca. 1073-1118) | Filippa van Toulouse (ca. 1073-1118) | Filippa van Toulouse (ca. 1073-1118) | Filippa van Toulouse (ca. 1073-1118)        | Filippa van Toulouse (ca. 1073-1118)        |                                             |                                             | Aimery I van Châtellerault (ca. 1075-1151)  | Aimery I van Châtellerault (ca. 1075-1151)  | Aimery I van Châtellerault (ca. 1075-1151) | Aimery I van Châtellerault (ca. 1075-1151) | Aimery I van Châtellerault (ca. 1075-1151) | Aimery I van Châtellerault (ca. 1075-1151) | Amalberga (1079-1151)                   | Amalberga (1079-1151)                   | Amalberga (1079-1151)                | Amalberga (1079-1151)                | Amalberga (1079-1151)                | Amalberga (1079-1151)                |  |  |  |  |  |  |  |  |  |  |  |  |  |  |  |  |  |  |  |  |  |  |  |  |  |  |  |  |  |  |  |  |  |  |  |  |  |  |  |  |  |  |  |  |  |  |  |  |
| Fulco V van Anjou (ca. 1092-1143) | Fulco V van Anjou (ca. 1092-1143) | Fulco V van Anjou (ca. 1092-1143) | Fulco V van Anjou (ca. 1092-1143) | Fulco V van Anjou (ca. 1092-1143) | Fulco V van Anjou (ca. 1092-1143) | Ermengarde van Maine (ca. 1096-1126) | Ermengarde van Maine (ca. 1096-1126) | Ermengarde van Maine (ca. 1096-1126) | Ermengarde van Maine (ca. 1096-1126) | Ermengarde van Maine (ca. 1096-1126) | Ermengarde van Maine (ca. 1096-1126) |                                     |                                     | Hendrik I van Engeland (ca. 1068-1135) | Hendrik I van Engeland (ca. 1068-1135) | Hendrik I van Engeland (ca. 1068-1135) | Hendrik I van Engeland (ca. 1068-1135) | Hendrik I van Engeland (ca. 1068-1135) | Hendrik I van Engeland (ca. 1068-1135) | Mathilde van Schotland (ca. 1079-1118) | Mathilde van Schotland (ca. 1079-1118) | Mathilde van Schotland (ca. 1079-1118) | Mathilde van Schotland (ca. 1079-1118) | Mathilde van Schotland (ca. 1079-1118) | Mathilde van Schotland (ca. 1079-1118) |                                      |                                      | Willem IX van Aquitanië (1071-1126)  | Willem IX van Aquitanië (1071-1126)  | Willem IX van Aquitanië (1071-1126) | Willem IX van Aquitanië (1071-1126) | Willem IX van Aquitanië (1071-1126) | Willem IX van Aquitanië (1071-1126) | Filippa van Toulouse (ca. 1073-1118) | Filippa van Toulouse (ca. 1073-1118) | Filippa van Toulouse (ca. 1073-1118) | Filippa van Toulouse (ca. 1073-1118) | Filippa van Toulouse (ca. 1073-1118)        | Filippa van Toulouse (ca. 1073-1118)        |                                             |                                             | Aimery I van Châtellerault (ca. 1075-1151)  | Aimery I van Châtellerault (ca. 1075-1151)  | Aimery I van Châtellerault (ca. 1075-1151) | Aimery I van Châtellerault (ca. 1075-1151) | Aimery I van Châtellerault (ca. 1075-1151) | Aimery I van Châtellerault (ca. 1075-1151) | Amalberga (1079-1151)                   | Amalberga (1079-1151)                   | Amalberga (1079-1151)                | Amalberga (1079-1151)                | Amalberga (1079-1151)                | Amalberga (1079-1151)                |  |  |  |  |  |  |  |  |  |  |  |  |  |  |  |  |  |  |  |  |  |  |  |  |  |  |  |  |  |  |  |  |  |  |  |  |  |  |  |  |  |  |  |  |  |  |  |  |
|                                   |                                   |                                   |                                   |                                   |                                   |                                      |                                      |                                      |                                      |                                      |                                      |                                     |                                     |                                        |                                        |                                        |                                        |                                        |                                        |                                        |                                        |                                        |                                        |                                        |                                        |                                      |                                      |                                      |                                      |                                     |                                     |                                     |                                     |                                      |                                      |                                      |                                      |                                             |                                             |                                             |                                             |                                             |                                             |                                            |                                            |                                            |                                            |                                         |                                         |                                      |                                      |                                      |                                      |  |  |  |  |  |  |  |  |  |  |  |  |  |  |  |  |  |  |  |  |  |  |  |  |  |  |  |  |  |  |  |  |  |  |  |  |  |  |  |  |  |  |  |  |  |  |  |  |
|                                   |                                   |                                   |                                   | Godfried V van Anjou (1113-1151)  | Godfried V van Anjou (1113-1151)  | Godfried V van Anjou (1113-1151)     | Godfried V van Anjou (1113-1151)     | Godfried V van Anjou (1113-1151)     | Godfried V van Anjou (1113-1151)     |                                      |                                      |                                     |                                     |                                        |                                        | Mathilde van Engeland (ca. 1102-1167)  | Mathilde van Engeland (ca. 1102-1167)  | Mathilde van Engeland (ca. 1102-1167)  | Mathilde van Engeland (ca. 1102-1167)  | Mathilde van Engeland (ca. 1102-1167)  | Mathilde van Engeland (ca. 1102-1167)  |                                        |                                        |                                        |                                        |                                      |                                      |                                      |                                      |                                     |                                     | Willem X van Aquitanië (1099-1137)  | Willem X van Aquitanië (1099-1137)  | Willem X van Aquitanië (1099-1137)   | Willem X van Aquitanië (1099-1137)   | Willem X van Aquitanië (1099-1137)   | Willem X van Aquitanië (1099-1137)   |                                             |                                             |                                             |                                             |                                             |                                             | Aénor van Châtellerault (ca. 1103-1130)    | Aénor van Châtellerault (ca. 1103-1130)    | Aénor van Châtellerault (ca. 1103-1130)    | Aénor van Châtellerault (ca. 1103-1130)    | Aénor van Châtellerault (ca. 1103-1130) | Aénor van Châtellerault (ca. 1103-1130) |                                      |                                      |                                      |                                      |  |  |  |  |  |  |  |  |  |  |  |  |  |  |  |  |  |  |  |  |  |  |  |  |  |  |  |  |  |  |  |  |  |  |  |  |  |  |  |  |  |  |  |  |  |  |  |  |
|                                   |                                   |                                   |                                   | Godfried V van Anjou (1113-1151)  | Godfried V van Anjou (1113-1151)  | Godfried V van Anjou (1113-1151)     | Godfried V van Anjou (1113-1151)     | Godfried V van Anjou (1113-1151)     | Godfried V van Anjou (1113-1151)     |                                      |                                      |                                     |                                     |                                        |                                        | Mathilde van Engeland (ca. 1102-1167)  | Mathilde van Engeland (ca. 1102-1167)  | Mathilde van Engeland (ca. 1102-1167)  | Mathilde van Engeland (ca. 1102-1167)  | Mathilde van Engeland (ca. 1102-1167)  | Mathilde van Engeland (ca. 1102-1167)  |                                        |                                        |                                        |                                        |                                      |                                      |                                      |                                      |                                     |                                     | Willem X van Aquitanië (1099-1137)  | Willem X van Aquitanië (1099-1137)  | Willem X van Aquitanië (1099-1137)   | Willem X van Aquitanië (1099-1137)   | Willem X van Aquitanië (1099-1137)   | Willem X van Aquitanië (1099-1137)   |                                             |                                             |                                             |                                             |                                             |                                             | Aénor van Châtellerault (ca. 1103-1130)    | Aénor van Châtellerault (ca. 1103-1130)    | Aénor van Châtellerault (ca. 1103-1130)    | Aénor van Châtellerault (ca. 1103-1130)    | Aénor van Châtellerault (ca. 1103-1130) | Aénor van Châtellerault (ca. 1103-1130) |                                      |                                      |                                      |                                      |  |  |  |  |  |  |  |  |  |  |  |  |  |  |  |  |  |  |  |  |  |  |  |  |  |  |  |  |  |  |  |  |  |  |  |  |  |  |  |  |  |  |  |  |  |  |  |  |
|                                   |                                   |                                   |                                   |                                   |                                   |                                      |                                      |                                      |                                      | Hendrik II van Engeland (1133-1189)  | Hendrik II van Engeland (1133-1189)  | Hendrik II van Engeland (1133-1189) | Hendrik II van Engeland (1133-1189) | Hendrik II van Engeland (1133-1189)    | Hendrik II van Engeland (1133-1189)    |                                        |                                        |                                        |                                        |                                        |                                        |                                        |                                        |                                        |                                        |                                      |                                      |                                      |                                      |                                     |                                     |                                     |                                     |                                      |                                      |                                      |                                      | Eleonora van Aquitanië (ca. 1122/1124-1204) | Eleonora van Aquitanië (ca. 1122/1124-1204) | Eleonora van Aquitanië (ca. 1122/1124-1204) | Eleonora van Aquitanië (ca. 1122/1124-1204) | Eleonora van Aquitanië (ca. 1122/1124-1204) | Eleonora van Aquitanië (ca. 1122/1124-1204) |                                            |                                            |                                            |                                            |                                         |                                         |                                      |                                      |                                      |                                      |  |  |  |  |  |  |  |  |  |  |  |  |  |  |  |  |  |  |  |  |  |  |  |  |  |  |  |  |  |  |  |  |  |  |  |  |  |  |  |  |  |  |  |  |  |  |  |  |
|                                   |                                   |                                   |                                   |                                   |                                   |                                      |                                      |                                      |                                      | Hendrik II van Engeland (1133-1189)  | Hendrik II van Engeland (1133-1189)  | Hendrik II van Engeland (1133-1189) | Hendrik II van Engeland (1133-1189) | Hendrik II van Engeland (1133-1189)    | Hendrik II van Engeland (1133-1189)    |                                        |                                        |                                        |                                        |                                        |                                        |                                        |                                        |                                        |                                        |                                      |                                      |                                      |                                      |                                     |                                     |                                     |                                     |                                      |                                      |                                      |                                      | Eleonora van Aquitanië (ca. 1122/1124-1204) | Eleonora van Aquitanië (ca. 1122/1124-1204) | Eleonora van Aquitanië (ca. 1122/1124-1204) | Eleonora van Aquitanië (ca. 1122/1124-1204) | Eleonora van Aquitanië (ca. 1122/1124-1204) | Eleonora van Aquitanië (ca. 1122/1124-1204) |                                            |                                            |                                            |                                            |                                         |                                         |                                      |                                      |                                      |                                      |  |  |  |  |  |  |  |  |  |  |  |  |  |  |  |  |  |  |  |  |  |  |  |  |  |  |  |  |  |  |  |  |  |  |  |  |  |  |  |  |  |  |  |  |  |  |  |  |
|                                   |                                   |                                   |                                   |                                   |                                   |                                      |                                      |                                      |                                      |                                      |                                      |                                     |                                     |                                        |                                        |                                        |                                        |                                        |                                        |                                        |                                        |                                        |                                        |                                        |                                        |                                      |                                      |                                      |                                      |                                     |                                     |                                     |                                     |                                      |                                      |                                      |                                      |                                             |                                             |                                             |                                             |                                             |                                             |                                            |                                            |                                            |                                            |                                         |                                         |                                      |                                      |                                      |                                      |  |  |  |  |  |  |  |  |  |  |  |  |  |  |  |  |  |  |  |  |  |  |  |  |  |  |  |  |  |  |  |  |  |  |  |  |  |  |  |  |  |  |  |  |  |  |  |  |
|                                   |                                   |                                   |                                   |                                   |                                   |                                      |                                      |                                      |                                      |                                      |                                      |                                     |                                     |                                        |                                        |                                        |                                        |                                        |                                        |                                        |                                        |                                        |                                        |                                        |                                        |                                      |                                      |                                      |                                      |                                     |                                     |                                     |                                     |                                      |                                      |                                      |                                      |                                             |                                             |                                             |                                             |                                             |                                             |                                            |                                            |                                            |                                            |                                         |                                         |                                      |                                      |                                      |                                      |  |  |  |  |  |  |  |  |  |  |  |  |  |  |  |  |  |  |  |  |  |  |  |  |  |  |  |  |  |  |  |  |  |  |  |  |  |  |  |  |  |  |  |  |  |  |  |  |
| Hendrik de Jongere (1155-1183)    | Hendrik de Jongere (1155-1183)    | Hendrik de Jongere (1155-1183)    | Hendrik de Jongere (1155-1183)    | Hendrik de Jongere (1155-1183)    | Hendrik de Jongere (1155-1183)    |                                      |                                      | Mathilde Plantagenet (1156-1189)     | Mathilde Plantagenet (1156-1189)     | Mathilde Plantagenet (1156-1189)     | Mathilde Plantagenet (1156-1189)     | Mathilde Plantagenet (1156-1189)    | Mathilde Plantagenet (1156-1189)    |                                        |                                        | Richard Leeuwenhart (1157-1199)        | Richard Leeuwenhart (1157-1199)        | Richard Leeuwenhart (1157-1199)        | Richard Leeuwenhart (1157-1199)        | Richard Leeuwenhart (1157-1199)        | Richard Leeuwenhart (1157-1199)        |                                        |                                        | Godfried II van Bretagne (1158–1186)   | Godfried II van Bretagne (1158–1186)   | Godfried II van Bretagne (1158–1186) | Godfried II van Bretagne (1158–1186) | Godfried II van Bretagne (1158–1186) | Godfried II van Bretagne (1158–1186) |                                     |                                     | Eleonora van Engeland (1162-1214)   | Eleonora van Engeland (1162-1214)   | Eleonora van Engeland (1162-1214)    | Eleonora van Engeland (1162-1214)    | Eleonora van Engeland (1162-1214)    | Eleonora van Engeland (1162-1214)    |                                             |                                             | Johanna Plantagenet (1165-1199)             | Johanna Plantagenet (1165-1199)             | Johanna Plantagenet (1165-1199)             | Johanna Plantagenet (1165-1199)             | Johanna Plantagenet (1165-1199)            | Johanna Plantagenet (1165-1199)            |                                            |                                            | Jan zonder Land (ca. 1166/1167-1216)    | Jan zonder Land (ca. 1166/1167-1216)    | Jan zonder Land (ca. 1166/1167-1216) | Jan zonder Land (ca. 1166/1167-1216) | Jan zonder Land (ca. 1166/1167-1216) | Jan zonder Land (ca. 1166/1167-1216) |  |  |  |  |  |  |  |  |  |  |  |  |  |  |  |  |  |  |  |  |  |  |  |  |  |  |  |  |  |  |  |  |  |  |  |  |  |  |  |  |  |  |  |  |  |  |  |  |

- Bibsys: 90657762
- Biblioteca Nacional de Chile: 000195959
- Biblioteca Nacional de España: XX1079144
- Bibliothèque nationale de France: cb120083366 (data)
- Catàleg d'autoritats de noms i títols de Catalunya: 981058511434206706
- CiNii: DA0840032X
- Gemeinsame Normdatei: 118641972
- International Standard Name Identifier: 0000 0001 2280 9060
- Library of Congress Control Number: n50074520
- Nationale Bibliotheek van Letland: 000145098
- MusicBrainz: a38efd34-ccb7-4de8-aa61-cf985cfa9e79
- Bibliotheek van het Japanse parlement: 00991115
- Nationale Bibliotheek van Tsjechië: jn20000701505
- Nationale bibliotheek van Australië: 65960324
- Nationale Bibliotheek van Israël: 987007267014505171
- Nationale Bibliotheek van Polen: a0000001180161
- Nederlandse Thesaurus van Auteursnamen: 071087826
- Russische Staatsbibliotheek: 000080593
- LIBRIS: 212132
- SNAC: w67m0qfq
- Système universitaire de documentation: 02744175X
- Museum of New Zealand Te Papa Tongarewa: 66198
- Union List of Artist Names: 500404078
- Virtual International Authority File: 64016139
- WorldCat: E39PBJrKTMfpCrgtxC6KpJCYT3